# John Chichester (Politiker, um 1520)

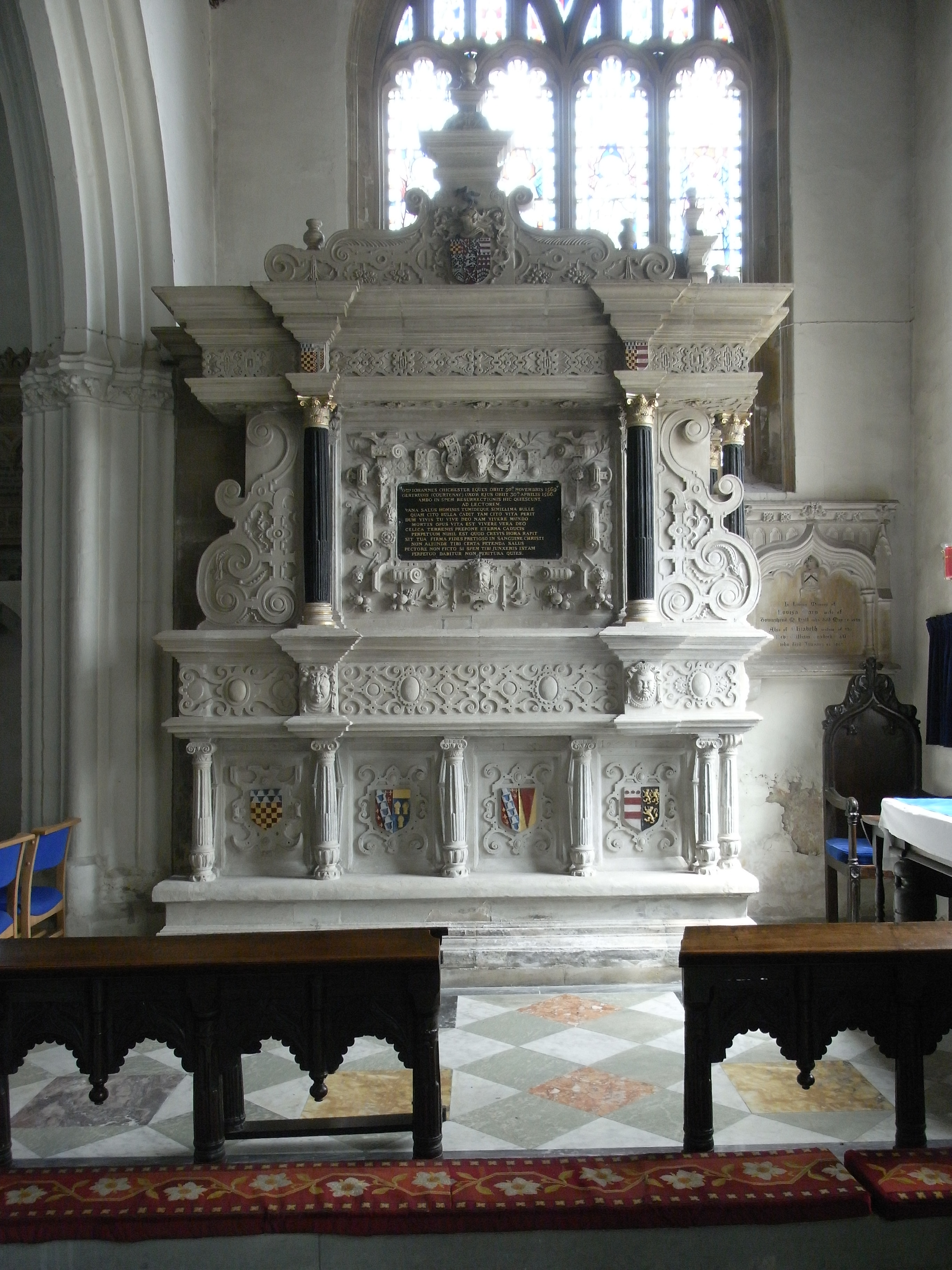
Grabdenkmal von John Chichester in der Kirche von Pilton

Sir John Chichester (* 1519 oder 1520; † 30. November 1568) war ein englischer Politiker.

## Herkunft
John Chichester entstammte der Familie Chichester, einer alten und angesehenen Familie der Gentry von Devon. Er war der älteste Sohn von Edward Chichester und von dessen Frau Elizabeth Bourchier. Sein Vater starb bereits am 27. Juli 1526, und nach dem Tod seines Großvaters John Chichester am 22. Februar 1536 wurde der junge John zum Erben der Familienbesitzungen im nördlichen Devon und damit zum Oberhaupt der Familie Chichester. Die jährlichen Einkünfte aus seinen Gütern wurden bei seinem Tod mit £ 185 angegeben.

## Aufstieg am Königshof
Wahrscheinlich kam Chichester durch den Einfluss von John Bourchier, 1. Earl of Bath, seines Großvaters mütterlicherseits, vor 1538 an den Königshof. Am Königshof lernte Chichester den Protestantismus kennen und wurde vor dem Tod von König Heinrich VIII. ein überzeugter Verfechter des reformierten Glaubens. Durch seinen Großvater Bath, der in dritter Ehe die Stiefmutter von Edmund Wyndham geheiratet hatte, kam Chichester auch in Kontakt zu diesem. 1546 unterstützte er Wyndham als Bürgen, als diesem vorgeworfen wurde, widerrechtlich ein spanisches Schiff aufgebracht zu haben. Während des Feldzugs von 1544 im Krieg gegen Frankreich begleitete Chichester König Heinrich VIII. nach Frankreich und nahm an der Belagerung von Boulogne teil. 1545 diente er unter dem Oberkommando seines Nachbarn Sir George Carew als Kapitän eines Kriegsschiffs der Royal Navy. 

## Politische Tätigkeit unter Heinrich VIII. und Eduard VI.

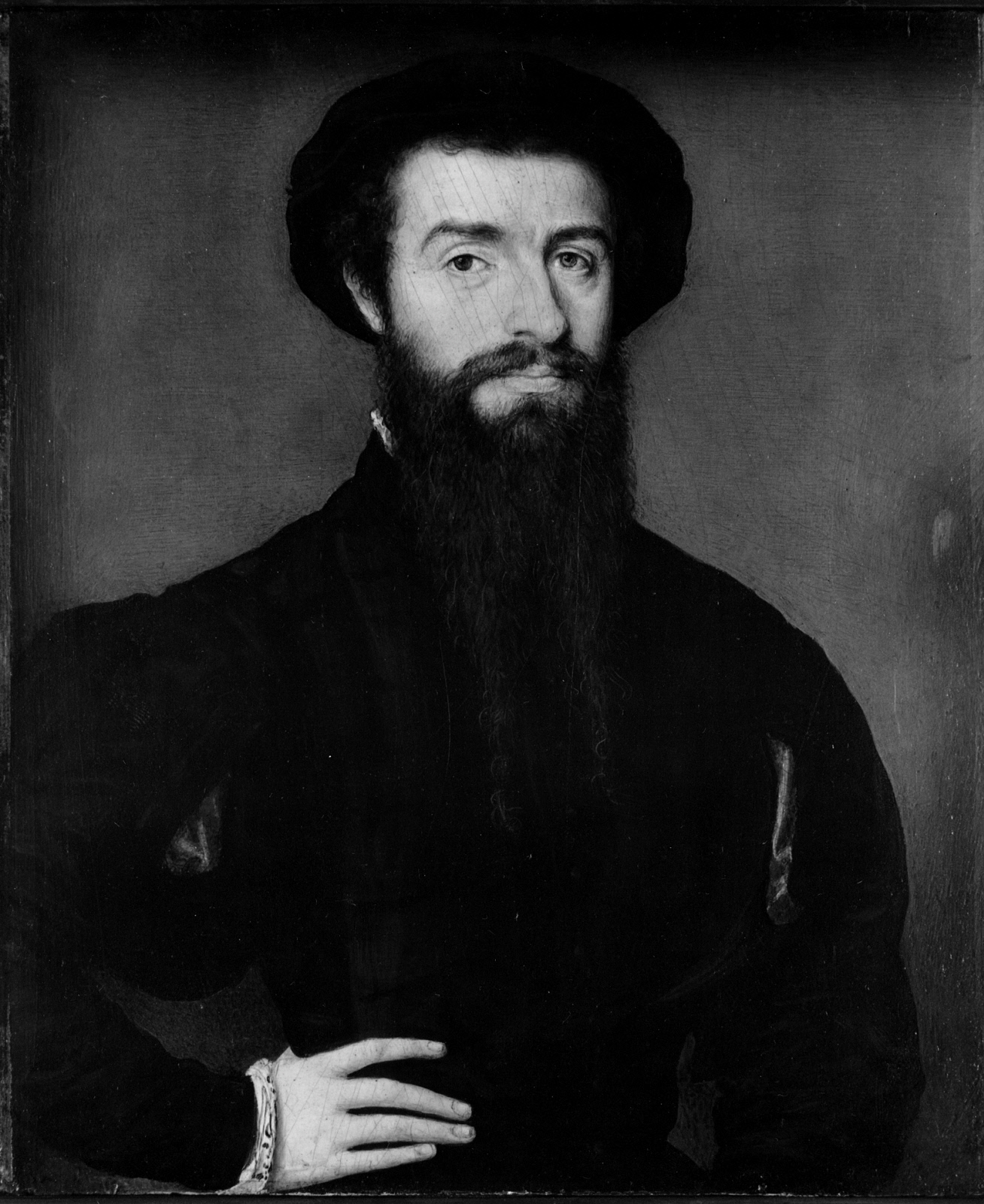
Mögliches, zwischen 1540 und 1545 entstandenes Porträt von John Chichester von Corneille de Lyon

Bei der Unterhauswahl 1547 wurde Chichester, möglicherweise aufgrund seiner Stellung am Königshof und mit Unterstützung von Lordprotektor Somerset als Knight of the Shire für Devon gewählt. Im Gegenzug unterstützte Chichester wohl die Kandidatur von James Wilford und Bartholomew Traheron, zwei andere Unterstützer von Somerset. Beide wurden als Abgeordnete für Barnstaple gewählt, wo Chichester aufgrund seines Grundbesitzes erheblichen politischen Einfluss hatte. Als es 1549 zu Unruhen in Südwestengland kam, unterstützte Chichester Sir Gawain und Sir Peter Carew, die die Regierung beauftragt hatte, mit den Rebellen zu verhandeln. Die Verhandlungen scheiterten jedoch, worauf es zur erfolglosen Prayer Book Rebellion kam. Bei der Niederschlagung der Rebellion wurde John Russell, 1. Baron Russell, der Kommandant der königlichen Truppen, auf Chichester aufmerksam. Russell erlaubte Chichester zusammen mit Sir Arthur Champernowne, das Metall der beschlagnahmten Kirchenglocken in der Region zu verwerten, dazu empfahl Russell Chichester als Sheriff von Devon, worauf er von November 1550 bis 1551 dieses Amt für Devon übernahm. Als Sheriff sicherte er die Wahl von Champernowne zum Abgeordneten bei einer Nachwahl in Barnstaple. Am 29. März 1550 wurde Chichester angeklagt, zwei Iren in Exeter angegriffen und beraubt zu haben, doch am 11. August  1551 wurde er begnadigt. Als im Herbst 1551 der frühere Lordprotektor Somerset endgültig gestürzt wurde, wurde auch Chichester verhaftet und im Tower of London eingekerkert. Wie John Brende und Sir John Thynne, zwei weitere Gefolgsleute Somersets, wurde er dann jedoch freigelassen und durfte an der letzten Sitzungsperiode des House of Commons teilnehmen. Am 7. April 1553 wurde er schließlich endgültig begnadigt.

## Unterstützung der Thronfolge von Maria I.
Als ehemaliger Parteigänger Somersets nahm Chichester nicht an dem Parlament im März 1553 teil, dass vom Duke of Northumberland dominiert wurde. Nach dem Tod von König Eduard VI. unterstützte er auch nicht den Thronanspruch von Lady Jane Grey, sondern folgte rasch dem Beispiel seines Cousins John Bourchier, 2. Earl of Bath,  der als einer der ersten Adligen die Thronfolge von Maria der Katholischen proklamierte und sich damit gegen Northumberland stellte. Nachdem Maria den Thron bestiegen hatte, belohnte sie Chichester, indem sie ihn am 2. Oktober 1553 zum Ritter schlug. Er gehörte aber offenbar nicht dem ersten Parlament von Königin Maria an, wurde aber bei der Unterhauswahl im April 1554 wieder als Knight of the Shire für Devon gewählt. 1554 wurde er Recorder von Barnstaple, was er bis mindestens 1559 blieb, und 1555 wurde er Friedensrichter für Devon.

## Wechsel zur Opposition gegen Maria I.
1555 begleitete Chichester seinen Freund Francis Russell, 2. Earl of Bedford, als dieser als Gesandter zu Kaiser Karl V. nach Brüssel und anschließend weiter bis nach Venedig reiste, wo sie vor dem 31. Juli eintrafen. Wann er nach England zurückkehrte, ist nicht genau bekannt, doch während der Parlamentssitzungen im Herbst 1555 war er wieder in London. Unklar ist, ob er während dieser Sitzungsperiode dem House of Commons angehörte. Ein Mr. Chichester wird als Abgeordneter der Opposition genannt, doch da alle Abgeordneten der Unterhauswahl von 1555 aus Devon bekannt sind, gehörte John Chichester wahrscheinlich nicht dem House of Commons an. Möglicherweise hatte er an Treffen von befreundeten Abgeordneten teilgenommen und wurde deshalb irrtümlich für einen Abgeordneten gehalten. Hatte Chichester die Thronfolge von Maria I. noch begrüßt, so wurde er Anfang 1556 in die Verschwörung von Henry Dudley verwickelt. Nachdem diese aufgedeckt wurde, wurde Chichester verhaftet und am 29. April erneut im Tower inhaftiert. Er wurde jedoch nicht angeklagt, sondern am 15. Mai mit der Auflage freigelassen, sich für eine Verhandlung vor dem Kronrat bereitzuhalten. Am 6. Juli wurde ihm erlaubt, sich auf seine Güter in Devon zurückzuziehen, doch nach einer Vorladung innerhalb von 20 Tagen vor dem Kronrat zu erscheinen. Dennoch kam es nie zu einer Verhandlung, stattdessen erhielt er, wohl durch Vermittlung des  Earl of Bath, der Lord Lieutenant von Cornwall war, die Erlaubnis, neu entdeckte Erzvorkommen in Devon auszubeuten.

## Politische Tätigkeit unter Elisabeth I.
Nach der Thronbesteigung von Königin Elisabeth I. Ende 1558 konnte Chichester sich wieder aktiv politisch betätigen. Er galt nun als radikaler Protestant und wurde bei der Unterhauswahl von 1559 als Abgeordneter für Barnstaple gewählt. Bei der Unterhauswahl von 1563 gelang es ihm dann wieder, als Knight of the Shire für Devon gewählt zu werden. Er gehörte nun zahlreichen Ausschüssen an und stand in regem Kontakt mit seinem Freund, dem Earl of Bedford. 1559 wurde er als Deputy Lieutenant auch dessen Stellvertreter. Im Mai 1566 konnte er die Rechte am Borough und an der Burg von Barnstaple erwerben. 

## Familie und Erbe
Chichester hatte Gertrude Courtenay († 1566), eine Tochter von Sir William Courtenay von Powderham Castle geheiratet. Mit ihr hatte er sieben Söhne und neun Töchter, darunter:
- Susanna Chichester ⚭ John Fortescue
- Sir John Chichester († 1585)
- Thomas Chichester
- Elizabeth Chichester ⚭ Hugh Fortescue
- Urith Chichester ⚭ John Trevelyan
- Arthur Chichester, 1. Baron Chichester (1563–1624)
- Edward Chichester, 1. Viscount Chichester (um 1568–1648)
- John Chichester (Befehlshaber) († 1597), englischer Befehlshaber in der Schlacht von Carrickfergus

Er wurde neben seiner Frau in der Pfarrkirche von Pilton bei Barnstaple beigesetzt. Sein Erbe wurde sein ältester Sohn John Chichester. Mehrere seiner Söhne diente in Irland, aufgrund ihrer Verdienste dort wurde Arthur zum Baron Chichester und Edward zum Viscount Chichester erhoben.